# Louis Charles Trabut
Louis Charles Trabut (12 de julio de 1853 - 25 de abril de 1929 ) fue un botánico y médico francés, nativo de Chambéry, departamento de Departamento de Saboya. Es recordado por su obra de la "Flora de Argelia y de Túnez.
Trabut fue profesor de Historia natural en la Facultad de Medicina y de Farmacia de Argel, t también consultor médico del Hospital Mustapha. Con el botánico Jules A. Battandier (1848–1922), publicarán varios artículos sobre la flora argelina:
- Flore de l'Algérie (Flora de Argelia), 1888-1890
- L'Algérie, le sol et les habitants, flore, faune, geologie, anthropologie, ressources agricoles et économiques (Argelia, su tierra y su gente, Flora, Fauna, Geología, Antropología, Recursos agrícolas y económicos), 1898
- Flore analytique et synoptique de l'Algérie et de la Tunisie (Flora analítica y sinóptica de Argelia y de Túnez), 1905

## Honores

### Eponimia
Varias especies
- Myrtaceae, Eucalyptus trabutii A.Vilm. ex Trab.
- Boraginaceae, Borago trabutii Maire
- Poaceae, Festuca trabutii (St.-Yves ) Romo
- Poaceae, Phleum trabutii (Litardiere & Maire) Rivas Mart., A.Asensi, Molero Mesa & F.Valle
- Orchidaceae, Limodorum trabutianum  Batt.

- La abreviatura «Trab.» se emplea para indicar a Louis Charles Trabut como autoridad en la descripción y clasificación científica de los vegetales.[1]